# Вітковиці (Підкарпатське воєводство)
Вітковиці (пол. Witkowice) — село в Польщі, у гміні Радомишль-над-Сяном Стальововольського повіту Підкарпатського воєводства.
Населення — 334 особи (2011).
У 1975-1998 роках село належало до Тарнобжезького воєводства.

## Демографія
Демографічна структура станом на 31 березня 2011 року:
|          | Загалом | Допрацездатний вік | Працездатний вік | Постпрацездатний вік |
| -------- | ------- | ------------------ | ---------------- | -------------------- |
| Чоловіки | 164     | 36                 | 99               | 29                   |
| Жінки    | 170     | 36                 | 74               | 60                   |
| Разом    | 334     | 72                 | 173              | 89                   |